# 百崎回族乡
百崎回族乡是中国福建省泉州市惠安县下辖的一个回族乡，为福建省第一个回族自治乡。现由泉州台商投资区管辖。

## 历史沿革
百崎回族乡原属东园乡。1990年10月9日，成立百崎回族乡。2010年，移交泉州台商投资区托管。穆斯林後裔郭姓為百崎大姓。

## 行政区划
百崎回族鄉政府驻白奇村。辖5个行政村，分别是：
里春村、白奇村、莲埭村、下埭村、后海村。